# Eddie Robinson
Eddie B. Robinson jr. (Flint, Míchigan, 19 de abril de 1976) es un jugador de baloncesto estadounidense que disputó cinco temporadas en la NBA, además de jugar en la NBA D-League y en la liga canadiense. Con 2,03 metros de estatura, juega en la posición de escolta.

## Trayectoria deportiva

### Universidad
Tras pasar por los community college de Trinity Valley y Brown Mackie, entró en el Draft de la NBA de 1997, pero no fue elegido, jugando un año más con los Bronchos de la Universidad de Oklahoma Central, con los que lideró la división II de la NCAA en anotación, promediando 28 puntos por partido. Posee actualmente el récord de su universidad de más puntos en un partido, con 52 conseguidos ante Southwestern Oklahoma.

### Profesional
Tras no ser elegido en el Draft de la NBA de 1999, fichó como agente libre por los Charlotte Hornets por dos temporadas. En su primera temporada en el equipo promedió 7,0 puntos y 2,7 rebotes por partido.
En 2001, tras cumplir contrato con los Hornets, fichó por los Chicago Bulls, con los que se perdió gran parte de su primera temporada por lesión, aunque a pesar de ello fue la mejor de las tres que finalmente disputó con el equipo, promediando 9,0 puntos y 2,7 rebotes por partido. Tras ser despedido por los Bulls, no volvió al baloncesto profesional hasta 2006, cuando fue elegido en el puesto 16 por los Idaho Stampede en el Draft de la NBA D-League. Allí disputó una temporada en la que promedió 15,6 puntos, 3,6 rebotes y 2,3 asistencias por partido.
Tras quedarse nuevamente sin equipo, en 2008 fue elegido nuevamente en el Draft de la liga de desarrollo, esta vez en el puesto 82 por los Albuquerque Thunderbirds, pero no llegó a jugar en el equipo. Fichó en 2010 por los Oklahoma Stallions de la ABA, y posteriormente con los Halifax Rainmen de la liga canadiense, siendo despedido tras disputar 9 partidos en los que promedió 9,6 puntos.

## Estadísticas de su carrera en la NBA

### Temporada regular
| Temporada | Edad | Equipo            | Liga | P   | TIT | MIN  | TC  | TCA | %TC  | 3P  | 3PA | %3P  | TL  | TLA | %TL  | R.OF. | R.DEF. | REB | ASIS | ROB | TAP | PER | FP  | PTS |
| 1999-00   | 23   | Charlotte Hornets | NBA  | 67  | 8   | 16.6 | 3.2 | 5.8 | .549 | 0.0 | 0.1 | .000 | 0.7 | 1.0 | .734 | 0.8   | 1.9    | 2.7 | 0.5  | 0.7 | 0.4 | 0.6 | 1.0 | 7.0 |
| 2000-01   | 24   | Charlotte Hornets | NBA  | 67  | 6   | 17.9 | 3.2 | 6.1 | .531 | 0.0 | 0.1 | .500 | 1.0 | 1.3 | .727 | 0.9   | 2.1    | 3.0 | 0.9  | 0.7 | 0.5 | 0.6 | 1.0 | 7.4 |
| 2001-02   | 25   | Chicago Bulls     | NBA  | 29  | 12  | 22.5 | 3.9 | 8.5 | .453 | 0.1 | 0.2 | .400 | 1.2 | 1.7 | .750 | 0.8   | 1.9    | 2.7 | 1.3  | 0.8 | 0.4 | 1.2 | 1.2 | 9.0 |
| 2002-03   | 26   | Chicago Bulls     | NBA  | 64  | 18  | 21.2 | 2.4 | 4.9 | .492 | 0.0 | 0.2 | .214 | 0.8 | 1.0 | .810 | 1.2   | 1.9    | 3.1 | 1.0  | 1.0 | 0.2 | 0.8 | 1.9 | 5.7 |
| 2003-04   | 27   | Chicago Bulls     | NBA  | 51  | 4   | 20.1 | 3.1 | 6.4 | .482 | 0.0 | 0.1 | .200 | 0.5 | 0.8 | .651 | 0.5   | 1.5    | 2.0 | 1.1  | 0.6 | 0.2 | 0.9 | 1.1 | 6.7 |
| Total     |      |                   | NBA  | 278 | 48  | 19.2 | 3.1 | 6.0 | .507 | 0.0 | 0.1 | .250 | 0.8 | 1.1 | .739 | 0.9   | 1.9    | 2.7 | 0.9  | 0.8 | 0.3 | 0.8 | 1.2 | 7.0 |

### Playoffs
| Temporada | Edad | Equipo            | Liga | P  | TIT | MIN  | TC  | TCA | %TC  | 3P  | 3PA | %3P  | TL  | TLA | %TL   | R.OF. | R.DEF. | REB | ASIS | ROB | TAP | PER | FP  | PTS |
| 1999-00   | 23   | Charlotte Hornets | NBA  | 4  | 0   | 11.3 | 1.3 | 3.0 | .417 | 0.0 | 0.0 |      | 0.5 | 0.5 | 1.000 | 0.3   | 0.5    | 0.8 | 1.0  | 0.5 | 0.3 | 0.3 | 0.5 | 3.0 |
| 2000-01   | 24   | Charlotte Hornets | NBA  | 10 | 0   | 19.2 | 3.1 | 6.0 | .517 | 0.1 | 0.3 | .333 | 0.6 | 0.6 | 1.000 | 0.9   | 2.4    | 3.3 | 0.9  | 0.4 | 0.4 | 0.5 | 1.2 | 6.9 |
| Total     |      |                   | NBA  | 14 | 0   | 16.9 | 2.6 | 5.1 | .500 | 0.1 | 0.2 | .333 | 0.6 | 0.6 | 1.000 | 0.7   | 1.9    | 2.6 | 0.9  | 0.4 | 0.4 | 0.4 | 1.0 | 5.8 |